# 教育人員專業操守議會
教育人員專業操守議會（英語：Council on Professional Conduct in Education），是一個香港非法定組織，負責向政府提供有關提高教育專業人員操守的建議，並擬訂界定教育工作者操守的應用準則，及就涉及教育工作者的投訴向教育局常任秘書長提供意見。 議會任期為兩年。

## 歷史沿革
1982年，香港政府委聘的國際顧問團向政府提交「香港教育透視」報告書，當中建議成立香港教師公會以提高教師的專業地位。但政府不贊成設立教師公會，而是建議設立教師中心，促進教師交流。香港教師中心遂於1989年6月成立並啟用。與此同時，1986年，63個教育團體組成一個籌備委員會，負責草擬香港教育工作者專業守則。守則的初版於1989年10月面世，有關方面在參考所收集的意見後，作出修訂。「香港教育專業守則（修訂本）」於1990年10月正式發給所有教育工作者。
1992年6月，教育統籌委員會在其第五號報告書建議首先成立一個教育人員專業操守議會，並於數年後，檢討可否設立一個法定的專業管理組織。議會隨後於1994年4月成立。
2022年1月，教育局宣布，議會將於同年5月1日正式結束。

## 組織
議會共有28個議席，由四大類別提名產生：
| 提名類別         | 成員類別           | 議席數目 |
| ---------------- | ------------------ | -------- |
| 教師             | 資助中學           | 3        |
| 教師             | 官立中學           | 1        |
| 教師             | 直資及私立中學     | 1        |
| 教師             | 資助小學           | 3        |
| 教師             | 官立小學           | 1        |
| 教師             | 直資及私立小學     | 1        |
| 教師             | 特殊學校           | 1        |
| 教師             | 幼稚園             | 2        |
| 教育團體         | 師資培訓大學       | 1        |
| 教育團體         | 辦學團體           | 3        |
| 教育團體         | 學校議會及校長團體 | 3        |
| 教育團體         | 教師團體           | 1        |
| 家長代表         | 家長               | 3        |
| 教育局常任秘書長 | 教育局代表         | 1        |
| 教育局常任秘書長 | 業外人士           | 3        |

## 歷任主席
| 屆數 | 姓名   | 代表機構             |
| ---- | ------ | -------------------- |
| 1    | 程介明 | 港大教育學院         |
| 2    | 程介明 | 港大教育學院         |
| 3    | 彭敬慈 | 香港教育學院         |
| 4    | 潘天賜 | 葛量洪校友會黃埔學校 |
| 5    | 潘天賜 | 葛量洪校友會黃埔學校 |
| 6    | 潘天賜 | 葛量洪校友會黃埔學校 |
| 7    | 潘天賜 | 葛量洪校友會黃埔學校 |
| 8    | 余惠冰 | 香港教育學院         |
| 9    | 韓連山 | 香港教育專業人員協會 |
| 10   | 韓連山 | 香港教育專業人員協會 |
| 11   | 鄒秉恩 | 教育評議會           |
| 12   | 李雪英 | 香港中學校長會       |
| 13   | 李雪英 | 香港中學校長會       |

## 外部連結
- 教育人員專業操守議會
- （页面存档备份，存于）